# Russisk Wikipedia
Russisk Wikipedia (russisk: Русская Википедия, tr. Russkaja Vikipedija ; dansk: den russisksprogede Wikipedia) er den russisksprogede  version af det verdensomspændende encyklopædi-projekt Wikipedia. Den russisksprogede Wikipedias portal blev laceret 11. maj 2001 som russian.wikipedia.com.
Russisk Wikipedia er den største Wikipedia skrevet på et slavisk sprog foran Polsk Wikipedia. Russisk Wikipedia er desuden den største Wikipedia skrevet med det kyrilliske alfabet og med et alfabet, der ikke tilhører det latinske alfabet. I november 2016 er den russisksprogede wikipedia den syvendestørste version af Wikipedia.
Pr. fredag den 28. marts 2025 har den russisksprogede Wikipedia 2.036.295 artikler, 9.240 aktive bidragydere og 66 administratorer.
Russisk Wikipedia er en af de mest populære russisk-sprogede universale leksika, sammen med Den store sovjetiske encyklopædi samt Brockhaus' og Efrons encyklopædiske opslagsværk.

## Historie
Den russisksprogede Wikipedia, sammen med den første bølge af ikke-engelsk Wikipediaer: catalansk, kinesisk, hollandsk, tysk, esperanto, fransk, hebraisk, italiensk, japansk, portugisisk, spansk og svensk, blev flyttet til sin nuværende placering, ru.wikipedia.com, den 17. maj 2001.
Den første redigering på den russisksprogede Wikipedia blev foretaget den 24. maj 2001 og bestod af linjen russisk: Россия - великая страна; dansk: ~ Rusland - et stort land. En følgende redigeringer ændrede dette til joke: russisk: Россия - родина слонов (ушастых, повышенной проходимости - см мамонт.) dansk: ~ Rusland - elefanternes fædreland (storøret, terrængående, se Mammut).
I begyndelsen var udvikling af ru.wikipedia.com langsom, men på en 12 måneders periode fra februar 2005 og februar 2006 overhalede ru.wikipedia ni andre sprogudgaver af wikipedia: catalansk, bulgarsk, ukrainsk, hebraisk, finsk, norsk, kinesisk, esperanto og dansk. I årene 2006, 2007, 2009, 2010, 2012, 2014 og 2015 vandt den russiske Wikipedia kategorien "Videnskab og uddannelse" af "Runetprisen" (russisk: Премия Рунета).

## Indhold
Selvom den vestlige navnerækkefølge (fornavn(e) efterfulgt af efternavn) generelt bruges på russisk, anvender den russiske Wikipedia leksikalsk rækkefølge (efternavn, komma, fornavn(e)) for alle artikler om ikke-fiktive personer. Denne rækkefølge anvendes traditionelt i russiske leksika, som Den store sovjetiske encyklopædi.
Pr. torsdag den 1. december 2016 var de største kategorier, der indeholder mere end 10.000 artikler, på russisksprogede Wikipedia:
- 333.468 biografiartikler.
- 209.922 artikler om bebyggelser
- 35.945 artikler om vådområder
- 28.699 artikler om dyr
- 25.063 artikler om film
- 13.452 musikerartikler
- 10.081 artikler om planter

## Milepæle
- Forsiden af den russisksprogede Wikipedia blev oprettet den 7. november 2002.[9]
- 10.000 artikler - 30. december 2004
- 50.000 artikler - 3. december 2005
- 100.000 artikler - 16. august 2006
- Den 29. november 2006 modtog den russisksprogede Wikipedia Runetprisen.[10]
- 150.000 artikler - 10. marts 2007
- Den 27. november 2007 modtog den russisksprogede Wikipedia Runetprisen.
- 250.000 artikler - 17. marts 2008[11]
- Den 25. november 2009 modtog den russisksprogede Wikipedia Runetprisen.[12]
- 700.000 artikler - 12. april 2011
- Den 21. november 2012 modtog den russisksprogede Wikipedia Runetprisen.
- 1.000.000 artikler - 11. maj 2013
- Den 25. november 2014 modtog den russisksprogede Wikipedia Runetprisen.[13]
- 1.300.000 artikler - 29. marts 2016
- Den 10. november 2015 modtog den russisksprogede Wikipedia Runetprisen.

## Russisk wikipedia i sort
Den 10. juli 2012 lukkede Russisk Wikipedia for adgangen til indholdet i 24 timer i protest mod de foreslåede ændringer til Ruslands Informationlov (lovforslag nr 89.417-6), der regulerer adgangen til Internetbaseret information for børn. Blandt andet fastsætter lovforslaget oprettelse og landsdækkende håndhævelse af sortlister, der blokerer adgang til forbudte hjemmesider i Rusland. Flere aspekter af denne ændring blev kritiseret fra overtrædelse af de demokratiske rettigheder af adskillige aktivister og internetudbydere. Især blev kriterierne for sortlistning af hjemmesider som "for vage" og "bane vej for Internet censur".
Tilhængere af ændringen erklærede, at lovforslaget kun tog sigte på et bredt forbud mod f.ex. børnepornografisk indhold, mens russisk Wikimedia erklærede, at loven vil skabe en forhold svarende til den "store kinesiske firewall". De hævdede endvidere, at den eksisterende russiske juridiske praksis demonstrerer en høj sandsynlighed for en worst-case scenario, hvilket kunne resultere i et landsdækkende forbud mod Wikipedia.